# 查克·愛德華茲
查尔斯·马里恩·爱德华兹（英語：Charles Marion Edwards，1960年9月13日—）是一位美国政治人物，自2023年起代表北卡罗来纳州第11国会选区聯邦眾議員，共和黨籍，前北卡罗来纳州参议院議員。

## 早年
爱德华兹出生于北卡罗来纳州韦恩斯维尔。1978年毕业于西亨德森高中，并在蓝岭社区学院学习商业、会计和营销。

## 外部連結
- Congressman Chuck Edwards （页面存档备份，存于） official U.S. House website
- Campaign website （页面存档备份，存于）
- 美國國會國家人物傳記大辭典中的傳記
- 由華盛頓郵報維護的投票記錄
- 智慧投票计划中的傳記、投票紀錄及利益集團評級
- 聯邦選舉委員會中的競選財務報告和數據
- C-SPAN內的頁面（英文）